# Гуннар Ердтман
Гуннар Ердтман (швед. Gunnar Erdtman; 18 листопада 1897 — 18 лютого 1973) — шведський ботанік, палеонтолог та палінолог.

## Біографія
Гуннар Ердтман народився 18 листопада 1897 року.
Ердтман систематично вивчав морфологію пилку і розробив метод ацетолізу для його дослідження. У 1921 році він опублікував дисертацію Pollenanalytische Untersuchungen von Torfmooren und marinen Sedimenten in Südwest-Schweden німецькою мовою, завдяки якій став відомим поза межами Скандинавії. Підручник Ердтмана An introduction to pollen analysis  сприяла розвитку палінології. У 1948 році він створив палінологічну лабораторію у Шведському музеї природознавства у Стокгольмі. Він очолював лабораторію до 1971 року, з 1954 року в званні професора.
Гуннар Ердтман помер 18 лютого 1973 року. 

## Окремі наукові праці
- Pollenanalytische Untersuchungen von Torfmooren und marinen Sedimenten in Südwest-Schweden (1921)
- An introduction to pollen analysis (1943)
- Pollen morphology and plant taxonomy : an introduction to palynology. 1, Angiosperms / with 261 illustr. (or groups of illustr.) based on the author's originals by Anna-Lisa Nilsson (1952)
- Pollen morphology and plant taxonomy : an introduction to palynology. 2, Gymnospermae, Pteridophyta, Bryophyta (1957)
- Introduktion till palynologin (1963)
- Handbook of palynology : morphology, taxonomy, ecology : an introduction to the study of pollen grains and spores (1969)
- Pollen morphology and plant taxonomy : an introduction to palynology, 4 volymer (1952–1971)